# 岸和田市消防本部
岸和田市消防本部（きしわだししょうぼうほんぶ）は、大阪府岸和田市の消防部局（消防本部）。管轄区域は岸和田市全域。

## 概要
- 消防本部：岸和田市上松町3-7-21
- 管内面積：72.68km2
- 職員定数：179人
- 消防署1カ所、分署3カ所、出張所2カ所
- 主力機械（2023年9月1日現在）
  - 普通消防ポンプ自動車：3
  - 水槽付消防ポンプ自動車：5
  - はしご付消防自動車：2
  - 化学消防自動車：1
  - 救急自動車：8
  - 救助工作車：1
  - 指揮車：1
  - 司令車：1
  - パトロール車：1
  - 広報車：1
  - 警防活動車：1
  - 事務連絡車：1
  - 人員搬送車：1
  - 資機材搬送車：1
  - 署活動車：1
  - 支援車：1

## 沿革
- 1945年6月　官設消防として、大阪府警察部消防課直属の岸和田特別消防出張所を設置する。（管轄区域：岸和田市・貝塚市）
- 1946年4月1日　官設消防として、岸和田消防署を設置する。山直出張所を開設し、1署3出張所（貝塚・南掃守・山直）体制となる。
- 1948年3月7日　自治体消防として、岸和田市消防本部・岸和田市消防署を設置する。1本部1署2出張所（南掃守・山直）体制で発足する。
- 1949年5月20日　消防本部・消防署庁舎が完成する。
- 1953年4月1日　春木出張所を開設する。
- 1956年4月2日　東葛城出張所を開設する。
- 1960年5月17日　消防本部に課制を導入する。
- 1960年12月20日　救急自動車を本署に配備し、救急業務を開始する。
- 1962年12月5日　春木出張所庁舎を新築し移転する。
- 1963年12月11日　南掃守出張所庁舎を新築し移転する。
- 1964年6月30日　消防本部・消防署新庁舎が完成する。
- 1966年11月10日　屈折はしご付消防自動車を本署に配備する。
- 1970年3月10日　山直出張所庁舎を新築し移転する。
- 1971年8月1日　救急自動車のサイレンを「ピーポー音」に変更する。
- 1972年6月9日　八木出張所を開設する。
- 1972年12月15日　化学消防自動車を本署に配備する。
- 1981年6月2日　東葛城出張所庁舎を新築し移転する。
- 1981年11月23日　救助工作車（三菱ふそう・FK）を本署に配備する。
- 1982年4月1日　八木出張所を八木特別出張所に改称する。
- 1989年4月1日　山直出張所を山直分署に、八木特別出張所を八木出張所に改称する。
- 1991年5月24日　春木出張所新庁舎が完成する。
- 1991年11月9日　はしご付消防自動車（三菱ふそう・ザ・グレート）を本署に配備する。
- 1995年2月17日　高規格救急自動車（トヨタ・ハイメディック）を本署に配備する。
- 1996年4月1日　春木出張所を春木分署に改称する。
- 2009年11月7日　本部の新庁舎が完成し、移転。

## 組織
- 本部 - 総務課、予防課、警備課
- 消防署

## 消防署
| 消防署         | 住所         | 分署                                                    | 出張所                                  |
| -------------- | ------------ | ------------------------------------------------------- | --------------------------------------- |
| 岸和田市消防署 | 上松町3-7-21 | 岸城：岸城町7-1 山直：岡山町262-5 春木：春木若松町22-27 | 東葛城：神於町232-8 八木：中井町1-17-23 |